# Jannik Kühlborn
Jannik Kühlborn (* 7. Januar 1993) ist ein deutscher Volleyball- und Beachvolleyballspieler.

## Leben
Kühlborn spielte Hallenvolleyball beim VC Olympia Berlin und in der deutschen Junioren-Nationalmannschaft. Bis 2017 war er in Leipzig bei den L.E. Volleys aktiv, mit denen er 2014 Meister der 2. Bundesliga Süd wurde. Von Januar 2018 bis Juni 2019 spielte der Außenangreifer beim Ligakonkurrenten FT 1844 Freiburg.
2018 spielte Kühlborn mit Christopher Harpke Beachvolleyball auf nationalen Turnieren. Seit 2019 spielte er zusammen mit Felix Glücklederer auf der Techniker Beach Tour. Beste Ergebnisse hierbei waren dritte Plätze in Sankt Peter-Ording und Fehmarn. Bei der deutschen Meisterschaft in Timmendorfer Strand wurden Glücklederer/Kühlborn Neunte.
2021 spielte Kühlborn zunächst mit Eric Stadie, da Felix Glücklederer aus beruflichen Gründen kürzertreten wollte. Beim zweiten Turnier der German Beach Trophy im März in Düsseldorf spielten Kühlborn/Stadie nur in der zweiten Woche. Im Mai spielten sie zusammen mit Max Betzien und Dirk Westphal als Viererteam auf der „Squad Battle“ in Düsseldorf. Im Juni gewann Kühlborn das „King of the Beach“-Turnier in Düsseldorf. Wegen einer langwierigen Verletzung von Stadie entschloss sich auch Kühlborn, die Beachsaison 2021 zu beenden. Nach der Genesung Stadies spielen die beiden seit 2022 wieder zusammen im Sand.
Nach zwei Finalniederlagen gegen die Poniewaz-Brüder gewann Kühlborn mit Eric Stadie den zweiten Düsseldorf-Stop der German Beach Tour 2023 und konnte somit seinen ersten Turniersieg auf der höchsten deutschen Serie feiern.